# 캡티브 (2015년 영화)
《캡티브》(영어: Captive)는 미국에서 제작된 제리 제임슨 감독의 2015년 범죄 드라마 스릴러 영화이다. 데이비드 오옐로워, 케이트 메라 등이 출연하였다.

## 출연
- 데이비드 오옐로워 - 브라이언 니컬스 역
- 케이트 메라 - 애슐리 스미스 역
- 마이클 K. 윌리엄스
- 레오노르 바렐라
- 제시카 오옐로워
- 미미 로저스
- 맷 로
- E. 로저 미첼
- J. 캐런 토머스
- 프레드 갤
- 조해나 조잇
- 클로디아 처치
- 마이클 하딩
- 시델 노엘